# Дзнеладзе, Борис Давидович
Борис Давидович Дзнеладзе (груз. ბორის დავითის ძე ძნელაძე; 23 августа 1901 или 23 августа [5 сентября] 1901, Гори, Тифлисская губерния — 5 октября 1923, Боржоми, Горийский уезд) — один из организаторов комсомола Грузии.
Родился 23 августа (5 сентября) 1901 года в Гори в купеческой семье, рано осиротел и скитался с родным братом по Грузии, осел в гурийском селе Бурнати. Проживая в Гурии познакомился с Ноем Жордания и другими грузинскими социал-демократами. 
В марте 1917 года выступил с критикой власти ОЗАКОМ на конференции «Союза учащихся марксистов Закавказья», в сентябре 1917 года принимал участие в создании в Тбилиси молодёжной организации «Спартак». После провозглашения 26 мая 1918 года Грузинской демократической республики занимался организаторской работой по поручениям большевистской оппозиции. 10 октября 1918 года был арестован Особым отрядом Грузинской демократической республики и заключён в Метехскую тюрьму. 
С 1919 года входил в тбилисский комитет «Спартак», возглавлял работу по созданию коммунистического союза молодёжи Грузии, неоднократно арестовывался службой безопасности Грузинской демократической республики и высылался из Грузии. После советизации Грузии руководил партийными, комсомольскими и военными органами в республике.
Умер 5 октября 1923 года в Боржоми от обострения туберкулёза, был похоронен в Тбилиси. В память о нём был назван комсомольский городок, действовавший с 1976 по 1989 годы на территории Шавнабадского монастыря. 